# Pia Johansson
Pia Ann-Katrin Johansson (født 16. november 1960 i Umeå) er en svensk skuespiller og forelæser. Hun studerede ved Skara Skolscen og derefter ved Teaterhögskolan i Stockholm til 1989. Efter studiene har hun arbejdet ved Stockholms stadsteater. Hun har været gæst/medvirket i mange programmer, blandt andet Parlamentet, Sommar, Så ska det låta og På minuten.

## Udvalgt filmografi
- 1994 – Sidste dans
- 1995 – Snoken (TV)
- 1998 – Skærgårdsdoktoren (TV)
- 1998 – Den tatuerade änkan
- 1999 – Vuxna människor
- 1999 – Hälsoresan – En smal film av stor vikt
- 2000 – Livet är en schlager
- 2000 – Rederiet (TV)
- 2001 – Känd från TV
- 2004 – Lilla Jönssonligan på kollo
- 2006 – Göta kanal 2 – kanalkampen
- 2006 – LasseMajas detektivbyrå (TV, Julkalendern)
- 2010 – Välkommen åter (TV)